# Gia Đông
Gia Đông là một phường thuộc thị xã Thuận Thành, tỉnh Bắc Ninh, Việt Nam.

## Địa lý
Phường Gia Đông nằm ở trung tâm thị xã Thuận Thành, có vị trí địa lý:
- Phía đông giáp phường Trạm Lộ
- Phía tây giáp phường Thanh Khương và xã Đình Tổ
- Phía nam giáp xã Nguyệt Đức và phường Ninh Xá
- Phía bắc giáp hai phường Hồ, Song Hồ và xã Đại Đồng Thành.

Phường có diện tích 9,07 km², dân số năm 2022 là 12.556 người, mật độ dân số đạt 1.384 người/km².

## Hành chính
Phường Gia Đông được chia thành 3 khu dân cư: Tam Á, Ngọc Khám, Yên Nho.

## Lịch sử
Địa danh Gia Đông có từ năm 1966 khi Hội đồng Chính phủ quyết định hợp nhất hai xã Gia Định và Đông Côi thành xã Gia Đông. Xã Gia Định có ba làng: Tam Á, Ngọc Khám và Yên Định vốn cùng thuộc tổng Tam Á trước năm 1945. Xã Đông Côi xưa thuộc tổng Bình Ngô, huyện Gia Bình, vào năm Thành Thái thứ 9 (1897) thì chuyển sang trực thuộc tổng Đông Hồ, phủ Thuận Thành.
Ngày 18 tháng 2 năm 1997, Chính phủ ra nghị định thành lập thị trấn Hồ trên cơ sở 261,45 ha diện tích tự nhiên và 4.988 người của xã Song Hồ, 223,36 ha diện tích tự nhiên và 3.009 người của xã Gia Đông (tương ứng với địa bàn xã Đông Côi cũ).
Sau khi điều chỉnh địa giới hành chính, xã Gia Đông còn lại 881,33 ha diện tích tự nhiên và 7.689 người.
Ngày 13 tháng 2 năm 2023, Ủy ban Thường vụ Quốc hội ban hành Nghị quyết số 723/NQ-UBTVQH15 (nghị quyết có hiệu lực từ ngày 10 tháng 4 năm 2023). Theo đó, thành lập thị xã Thuận Thành và thành lập phường Gia Đông thuộc thị xã Thuận Thành trên cơ sở toàn bộ 9,07 km² diện tích tự nhiên, 12.556 người của xã Gia Đông.

## Kinh tế - xã hội

### Giáo dục
Phường Gia Đông có các trường học:
- Trường THPT Thuận Thành số 1.
- Trường Trung cấp kỹ thuật và thủ công truyền thống Thuận Thành tại Do Nha.
- Trường Trung cấp nghề Thuận Thành tại Tam Á.

### Y tế
- TTYT Thị xã Thuận Thành tại Phố Khám.

## Đường phố chính
- Quốc lộ 38 (Đường Kinh Dương Vương)
- Quốc lộ 17 (Đường Lạc Long Quân)
- Đường Đại Đồng Thành - Nguyệt Đức
- Đường Yên Định - Ninh Xá
- Đường tránh QL 38 và QL 17 đoạn Trạm Trai - Tam Á
- Đường tránh QL 38 và QL 17 đoạn Nho Nha - Quán Tranh
- Đường Kênh Nam đoạn Quán Tranh - Đông Cốc
- Đường trục Tam Á (5 tuyến)
- Đường trục Ngọc Khám (5 tuyến)
- Đường trục Yên Nho (5 tuyến)
- Đường nội bộ các ĐTM Đức Việt, Trung Quý.